# Teodozja z Cezarei
Teodozja z Cezarei zwana Dziewicą z Tyru (cs. Мученица Феодосия дева Тирская; ur. ok. 290 w Tyrze w Fenicji, zm. 307 w Cezarei) – męczennica chrześcijańska, święta Kościoła katolickiego i prawosławnego.

## Życiorys
O jej życiu pisał Euzebiusz z Cezarei w swej relacji O męczennikach palestyńskich (7,1 nn). W czasach prześladowań chrześcijan, za panowania cesarza Maksymina Daji (305–313), Teodozja odwiedziła w Cezarei uwięzionych chrześcijan by wesprzeć ich w obliczu śmierci. Uratowała współwyznawców postawionych przed trybunałem. Została później pojmana przez pogan i poddana torturom, a następnie wrzucona do morza.
Jej relikwie miano w późniejszym okresie odnaleźć i przenieść do Konstantynopola .
Wspomnienie liturgiczne obchodzone jest w Kościele katolickim w dzienną pamiątkę śmierci za Martyrologium Rzymskim.
Kościół prawosławny wspomina świętą dwukrotnie: 3/16 kwietnia i 29 maja/11 czerwca.